# Amsacta duberneti
Amsacta duberneti là một loài bướm đêm thuộc phân họ Arctiinae, họ Erebidae.